# 牧場物語
『牧場物語』（ぼくじょうものがたり、英題：Harvest Moon）は、1996年8月6日に日本のパック・イン・ビデオから発売されたスーパーファミコン用経営シミュレーションゲーム。

## 概要
この作品以前に硬派なシミュレーションゲームは年長の男性に向けてすでに流行していたが、このゲームはいわゆる「箱庭モノ」のゲームの先駆けである。このゲームのコンセプトはほのぼのとしていることであり、そのためゲーム中にはこれといった目的はなく、ただ自由に作物や家畜を育て、女の子と恋愛することがゲームの流れである。
サテラビュー対応ソフトとして『BS牧場物語』のタイトルで放送された他、後に欧米でのみバーチャルコンソール対応ソフトとして、2008年にWii、2013年にWii Uにてそれぞれ配信された。また、Nintendo Switch向けのオンラインサービス『スーパーファミコン Nintendo Classics』にて、2022年3月31日に配信された(海外では2023年6月6日に配信)。

## システム
ゲームスタートは牧場を開墾していくことから始まり牧場には農地、動物小屋があり、そこで作物や動物を育てて出荷することでお金を貯めていき、町のイベントをこなしていくことになる。期間は1年目の春から3年目の夏までの2年半となる。後のシリーズ作とは異なり、1日が午前6時から始まり、午後6時までの12時間しか時間の設定が無く、主人公が眠るまでは時間が午後6時から変わらないという特徴があった（そのため、一晩で牧場を全て整地することが可能）。
畑仕事
ゲームで最も基本的な収入を得る方法。カブ、ジャガイモ、トマト、とうもろこしを育てることが出来る。また、牧草の種を植えると、水やりなしで牧草が育つ。育ちきった牧草を刈ると飼い葉になり、家畜の餌になる。秋と冬は野菜を育てることはできない。このゲームのみ、春から夏へ季節をまたいでも野菜がそのまま育つ（のちの作品では季節をまたぐと野菜が枯れるようになった）。
動物の世話
鶏と牛の二種類の家畜を飼育できる。
鶏は鶏小屋に最大12羽まで飼える。餌（飼い葉）をやっていれば、毎日1個ずつ卵を産む。孵化箱に卵を置いて数を殖やすこともできる。
牛は牛小屋に最大12頭まで飼える。話しかけたりブラシを掛けたりすることで愛情度が上がる。餌を忘れると不機嫌になり、更に忘れると病気になり、最悪の場合は死ぬ。大牛になれば牛乳を搾ったり、牛のタネを使って数を殖やすことができる。搾れる牛乳のサイズは愛情度によって変わる。また、裏技として子牛が1日で生まれるというものがある。それぞれ最大まで飼育すると処理落ちが発生するため注意が必要である。
増築
切り株を斧で割って集めた資材で、自宅の増築を行える。第一次増築を済ませると女の子との結婚が出来る。更に第二次増築を終わらせると、子供が生まれることもある。ちなみに一年目夏の月までに第一次増築を終わらせると、時計を貰える。
恋愛
町にいる5人の花嫁候補の女の子たちと恋愛ができる。ライバルとなる男の子は存在しない。恋愛の進行度合い（好感度、愛情度とも言う）は、女の子の日記のハートの数で表され、数が一定数まで増えるとイベントが起こり結婚できるようになる。なお、プロポーズには「青い羽」というアイテムが必要。結婚後も高い好感度を維持すると、ゲーム終了までの間に最大で2人までの子供を持つことができる。

## 行事
町では様々な行事がある。夏の月には行事がない。なお、以下は初期版の設定である。
春の月
- 新年祭
春の月1日に開催される。ゲーム開始の日はこの開催日である。
- 花祭り
このゲーム中で唯一3回参加できる祭りで、春の月23日に開催される。花屋さんが香水を売っている。この香水は3種あり、女の子によって好みがある。また、流れの物売りが『雪の花の種』を売っている。これは、冬の月の夜に山頂で使える特殊なアイテムで、使うと力の木の実が入手できる。

秋の月
- 収穫祭
秋の月12日に開催される。大鍋に物を入れて出来たものを食べるというイベント。何も持っていかずに会場に行くこともできる。
会場に行くと大鍋に物を入れるイベントが発生する。入れたものによって出来上がるものが違い、あるものを入れると力の木の実が手に入る（1度だけ）。
- 卵祭り
秋の月20日に開催される。町長が指定した色と同じ色の卵をマップ内に配置されたいくつかの宝箱から探し出し、一番多く見つけた人が優勝というルールである（空の箱や、指定された色の卵がないこともある）。

冬の月
- 感謝祭
冬の月10日に開催される。愛情度（恋愛の項を参照）が一定以上の女の子からケーキがもらえる。
- 星夜祭
冬の月24日に開催される。前日町へ行き女の子に話しかけると翌日行く場所が聞ける（素直に教えてくれない女の子もいる）。
当日、いくつかの場所が表示されるので行きたい場所を選択する。その場にいる全員に話しかけてしばらくすると牧場に戻る。

## 出荷物
春の月
カブ…5日で成長する。出荷額は1個60G。
ジャガイモ…7日で成長する。出荷額は1個80G。
山ぶどう…裏山で採れる。出荷額は150G。採ってしまってもまた裏山に入ればまたなっている。春の月限定。
夏の月
トマト…10日で成長し、3日経つとまた実がなる。出荷額は1個100G。
とうもろこし…13日で成長し、3日経つとまた実がなる。出荷額は1個120G。農作物では一番出荷額が高い。
南国の木の実…裏山で採れる。出荷額は200G。夏の月限定。
秋の月
きのこ…裏山で採れる。出荷額は150G。
毒きのこ…裏山で採れる。出荷額は200G。1つだけなっている。食べると酔っ払いのようになる。
満月草の実…裏山の頂上で期間限定で採れる。出荷額は600G。ニーナの大好物。
その他
魚…釣り人から釣竿を貸してもらうと釣ることができる。出荷額は200G。冬の月は水面が凍っているので釣ることはできない。
薬草…洞窟の奥に生えている。出荷額は1個200G。1年中採ることができる。
花…春から夏の月まで生えている。花屋でも売っている。出荷はできないので、プレゼント用。

## 登場人物

### 花嫁候補
マリア
町長の娘。青い髪の大人しいお嬢様。教会の前にいることが多い。好きなものは花。香水はライラ。
ニーナ
花屋の娘。桃色の髪のわがままな娘。お花が大好きだが、お花をあげてもいい顔をしない。好きなものはケーキ、満月草の実。香水はローゼ。
アン
道具屋の娘。橙色の髪をポニーテールにした男勝りな娘。いつも道具を作っている。好きなものはカブなどの農作物。香水はヴィオ。
エレン
食堂の娘。茶色の髪のしっかり者。動物が好きで、動物屋の前にいる。好きなものは卵、ミルク。香水はローゼ。彼女は後の作品で老婆として登場する。
イヴ
酒場の看板娘。金髪の綺麗な寂しがり屋。裏山に狩人の祖父がいる。好きなものは香水で香りはローゼ。嫌いな物は魚。主に彼女と会えるのは夜の酒場。

## スタッフ
- 企画：宮越節子、高橋健
- プログラム：山楯知巳、井上浩史
- グラフィック：宮越節子、高橋健、小松みどり
- 音楽：チャッキー（田中剛）
- 販売協力：大野泰生、石川真理子、関根彰規、沓沢道一、金沢十三男、吉田慎一
- デザイン協力：富田千穂
- 開発協力：宮沢徹、仲間弥、森谷圭一、綱代恵一、川野広行、吉田雪舟、鈴木丈司
- 監修：さくまあきら
- キャラクター・デザイン：故山研二
- 原案、プロデュース：和田康宏
- エグゼクティブ・プロデューサー：木津精一
- 制作協力：（有）アムカス
- 企画協力：（株）メディアワークス
- デザイン協力：（株）イース

## 評価
- ゲーム誌『ファミ通』の「クロスレビュー」では7・9・9・9の合計34点（満40点）でゴールド殿堂を獲得[7][10]、レビュアーからは農作業や家畜の世話などで毎日を過ごすというゲームシステムに関して称賛する声が多数挙げられ、水ピンは「やることがたくさんあって飽きさせない」とコメントし、リアルタイムで進む時間や体力などの制約がバランスが取れていると評価、渡辺美紀は「自由に漫然と遊べることが最大の魅力」と評価、羽田隆之は「『明日は何をしよう』というワクワク感をここまで表現したゲームには過去出会ったことがない」と称賛した[10]。一方で、展開が地味であるという指摘もあったが、浜村通信は「合間に入るイベントが、なんだか心がほんわかと暖まる」、渡辺は「（同じ作業の繰り返しを）フォローするための仕掛けが随所に施されているのがいい」、羽田は「琴線に触れた」とそれぞれ肯定的に評価した[10]。

- ゲーム誌『ファミリーコンピュータMagazine』の読者投票による「ゲーム通信簿」での評価は以下の通り、22.4点（満30点）となっている[8]。

| 項目 | キャラクタ | 音楽 | お買い得度 | 操作性 | 熱中度 | オリジナリティ | 総合 |
| 得点 | 3.9        | 3.6  | 3.4        | 3.7    | 3.9    | 4.0            | 22.4 |